# Кизилкайнарський сільський округ
Кизикайна́рський сільський округ (каз. Қызылқайнар ауылдық округі, рос. Кызылкайнарский сельский округ) — адміністративна одиниця у складі Жамбильського району Жамбильської області Казахстану. Адміністративний центр — село Кизилкайнар.
Населення — 5008 осіб (2021; 4934 у 2009, 4257 у 1999, 4098 у 1989).
Станом на 1989 рік існувала Кизилкайнарська сільська рада (села Жасуркен, Кизилкайнар). 1997 року сільський округ був ліквідований та приєднаний до складу Гродековського сільського округу, однак округ був відновлений 2001 року. 2019 року до складу сільського округу була включена територія площею 2,58 км² земель державного земельного фонду.

## Склад
До складу округу входять такі населені пункти:
| Населений пункт   | Старі назви | Населення, осіб (1989) | Населення, осіб (1999) | Населення, осіб (2009) | Населення, осіб (2021) |
| ----------------- | ----------- | ---------------------- | ---------------------- | ---------------------- | ---------------------- |
| Жасоркен, село    | Жасуркен    | 1542                   | 1342                   | 1202                   | 1765                   |
| Кизилкайнар, село | -           | 2556                   | 2915                   | 3732                   | 3243                   |